# Vlag van Wuustwezel
De vlag van Wuustwezel werd door de gemeenteraad op 30 september 1985 officieel vastgesteld als de gemeentelijke vlag van de Antwerpse gemeente Wuustwezel. Op 2 september 1985 werd hij door het Bestuur van Vlaanderen bevestigd en uiteindelijk gepubliceerd op 8 juli 1986 en opnieuw op 17 oktober 1986 in het officiële Belgisch Staatsblad.
Officieel wordt de vlag beschreven als:
Schuingevierendeeld van blauw, van geel, van rood en van wit
De kleuren van de vlag zijn afkomstig op het gemeentewapen, en vormt een combinatie van de oude vlaggen van Wuustwezel (blauw-geel) en Loenhout (rood-wit).

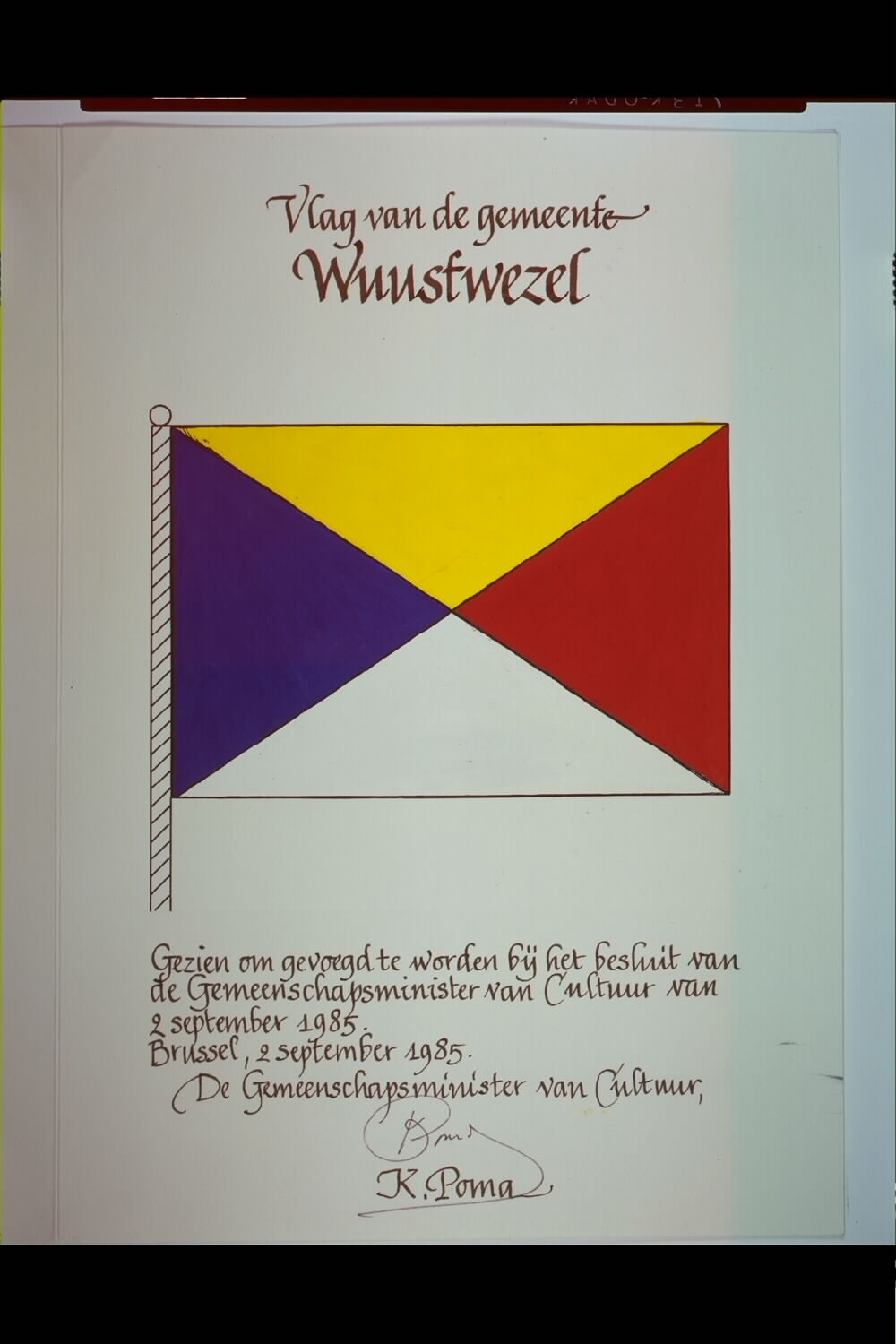
Ontwerp vlag getekend door Karel Poma

## Voorgaande vlaggen
De voorgaande vlag van Wuustwezel heeft twee verticale banen van blauw en van geel, en van de voormalige gemeente Loenhout, twee verticale banen van rood en van wit.

Vlag van de voormalige gemeente Wuustwezel
Vlag van de voormalige gemeente Loenhout